# Vila Boa do Bispo
Vila Boa do Bispo ist eine Gemeinde (Freguesia) im portugiesischen Kreis Marco de Canaveses. In ihr leben 3048 Einwohner (Stand 19. April 2021).